# Alex Agius Saliba
Alex Agius Saliba (Pietà, 31 gennaio 1989) è un politico maltese, europarlamentare dal 2 luglio 2019.